# Jílové u Děčína
Jílové u Děčína – stacja kolejowa w Jílové, w kraju usteckim, w Czechach. Jest ważnym węzłem kolejowym. Znajduje się na wysokości 280 m n.p.m.
Jest zarządzana przez Správę železnic. Na stacji nie ma możliwości zakupu biletu, a obsługa podróżnych odbywa się w pociągu.

## Linie kolejowe
- 132 Děčín - Oldřichov u Duchcova